# Rápidos Asoc-Bisón
Die Rápidos Asoc-Bisón sind zusammen mit den Cascadas Asoc-Bisón Stromschnellen und Wasserfälle in Äquatorialguinea am Fluss Mbini.
Der Wasserfall liegt im Westen des Distrikts Centro Sur auf der Grenze zu Wele-Nzas bei Nsemensoc.
Mittlerweile wurde dort eine Staumauer errichtet.